# Big tent
Un partid big tent, sau partid catch-all, este un termen politic folosit ca referință asupra unui partid politic care are membri care acoperă un spectru larg de credințe; spre deosebire de alte tipuri de partide, care revendică o ideologie determinată, caută votanți care să adere la acea ideologie, și încearcă să-i convingă pe oameni de validitatea ei.

## Exemple

### Australia
Partidul Liberal al Australiei și predecesorii săi își au originea într-o alianță de opoziție a liberalilor și conservatorilor față de Partidul Laubrist Australian, începând cu Partidul Liberal Commonwealth din 1909. Această distincție ideologică continuă și până astăzi, Partidul Liberal modern fiind adesea descris ca având un spectru larg de credințe, sau „broad church”, un termen popularizat de fostul lider și prim-ministru John Howard. În acest context, „broad church” este în mare un sinonim pentru „big tent”. În secolul 21, partidul este adesea caracterizat ca având o aripă „ușor liberală” și una conservatoare, care frecvent intră în conflict una cu cealaltă. Partidul istoric a găsit sprijin puternic din partea clasei de mijloc, în timp ce în ultimele decenii a apelat la votanții social-conservatori din calsa muncitoare.

### Canada
La nivel federal, Canada a fost dominată de două partide big tent care practică o „politică de brokeraj”. Atât Partidul Liberal al Canadei cât și Partidul Conservator al Canadei (și predecesorii săi) au atras sprijin din partea unui larg spectru de alegători. Între timp, partide precum Bloc Québécois de orientare naționalistă au reușit să intre în Camera Comunelor, partidele de extremă dreapta și extremă stânga nu au obținut niciodată o forță proeminentă în societatea canadiană și nu au format niciodată un guvern în Parlamentul Canadei.

### Finlanda
Partidul Coaliția Națională de centru-dreapta a fost descris ca fiind un partid catch-all, sprijinind interesele clasei de mijloc din mediul urban.

### Franța
Partidul Renașterea (anterior cunoscut ca La République En Marche!) fondat de președintele Emmanuel Macron a fost descris ca fiind un partid centrist, cu tendințe de partid big tent.

### Germania
Atât Uniunea Creștin-Democrată din Germania/Uniunea Creștin-Socială din Bavaria (CDU/CSU), cât și Partidul Social Democrat din Germania (SPD) sunt considerate partide big tent, cunoscute în germană ca Volksparteien („partidele poporului”).

### India
Congresul Național Indian a atras sprijinul indienilor de toate clasele, castele și religiile care susțineau mișcarea de independență a Indiei. Partidul Janata, care a ajuns la putere în India în 1977, a fost un partid universal, format din oameni cu ideologii diferite, opuse Urgenței.

### Irlanda
Fine Gael și Fianna Fáil sunt considerate partide catch-all și sunt sprijinite de oameni din diferite clase sociale și cu ideologii politice diferite. Cele două partide au fost descrise în mare ca fiind foarte similare în politicile lor recente, ambele poziționându-se ca fiind de centru-dreapta cu o doctrină liberal-conservatoare. Motivele pentru care au rămas separate sunt în principal istorice, cei care au susținut Tratatul anglo-irlandez în anii 1920 devenind în cele din urmă Fine Gael, iar cei care s-au opus tratatului s-au alăturat lui Fianna Fáil pentru căuta o Irlandă independentă.

### Italia
În Italia, Mișcarea Cinci Stele, condusă de comediantul și actorul Beppe Grillo, a fost descris ca fiind un partid catch-all de protest și „big tent post-ideologic” deoarece susținătorii săi nu împărtășesc preferințe politice similare, sunt divizați în ceea ce privește problemele economice și sociale majore și sunt uniți în mare datorită atitudinii „antisistem”. „Formula de campanie de succes a Mișcării Cinci Stele a combinat atitudinile antisistem cu un protest economic și politic care se extinde dincolo de granițele orientărilor politice tradiționale”, dar formula sa „catch-all” i-a limitat capacitatea de a deveni „un partid matur, funcțional, eficient și coerent la guvernare”. Liga Nordului a atras alegători în primii ei ani din tot spectrul politic. Forza Italia, de centru-dreapta, și Partidul Democrat, de centru-stânga, sunt considerate a fi partide universale și au fost fuziuni ale partidelor politice cu numeroase medii ideologice.

### România
Partidul Social Democrat din România a fost descris ca fiind un partid catch-all. Analistul politic Radu Magdin l-a descris în 2016 ca având valori conservatoare, în timp ce din punct de vedere economic este liberal, și adoptă o retorică de stânga în politicile publice.

### Statele Unite
Partidul Democrat, în timpul coaliției New Deal, care s-a format pentru sprijinirea politicilor președintelui Franklin D. Roosevelt din anii 30 până în anii 60, a fost un partid „big tent”. Coaliția a adunat împreună sindicatele, votanții din clasa muncitorilor, organizațiile fermierilor, liberali, democrați sudiști, afro-americani, votanți din urban și imigranți.
După Acordul Dallas din 1974, Partidul Libertarian a adoptat idea de big tent în măsura în care a asigurat că opiniile anarho-capitaliste nu vor fi excluse din partidul majoritar minarhist.